# Podbaba

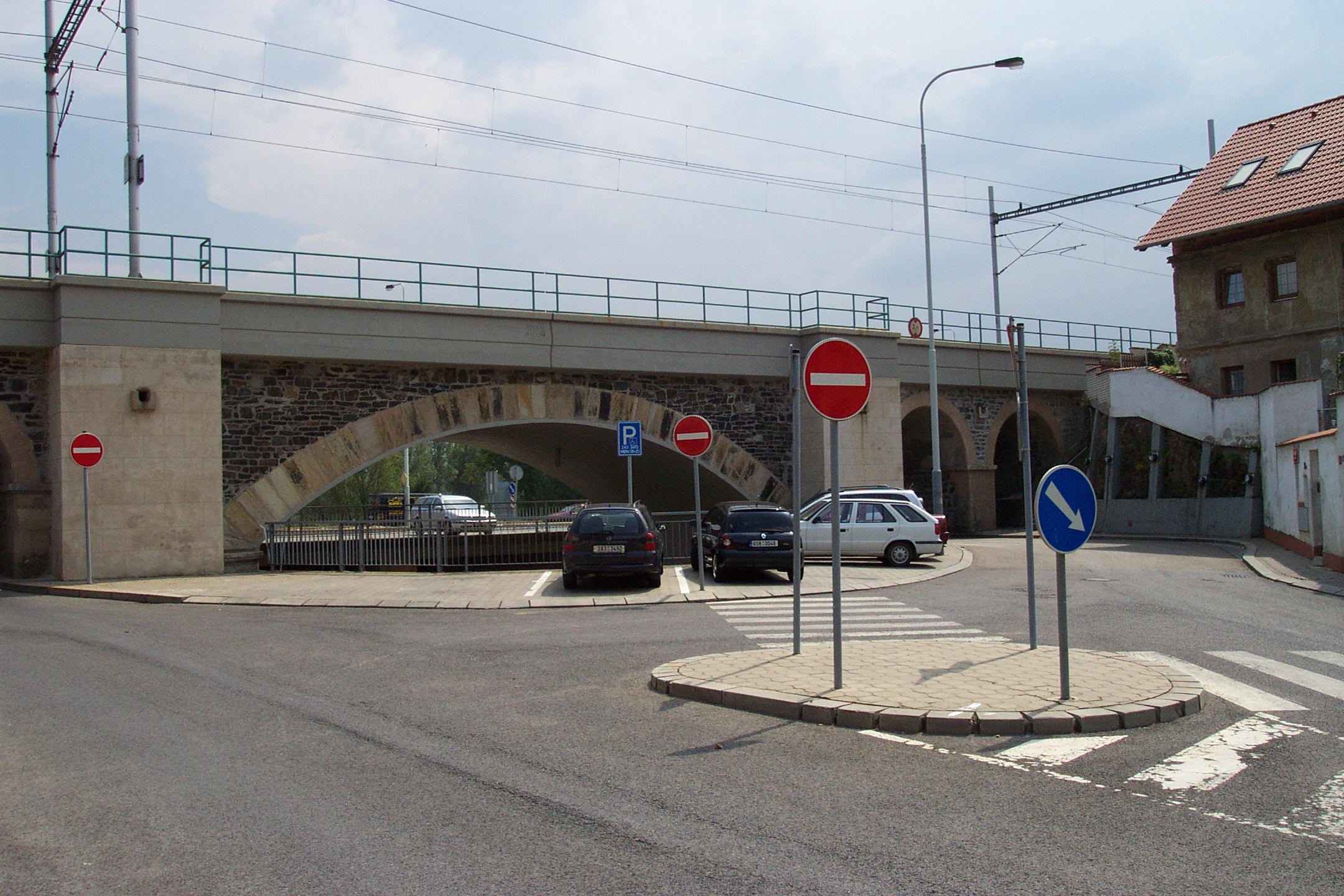
Železniční most u ústí Lysolajského potoka

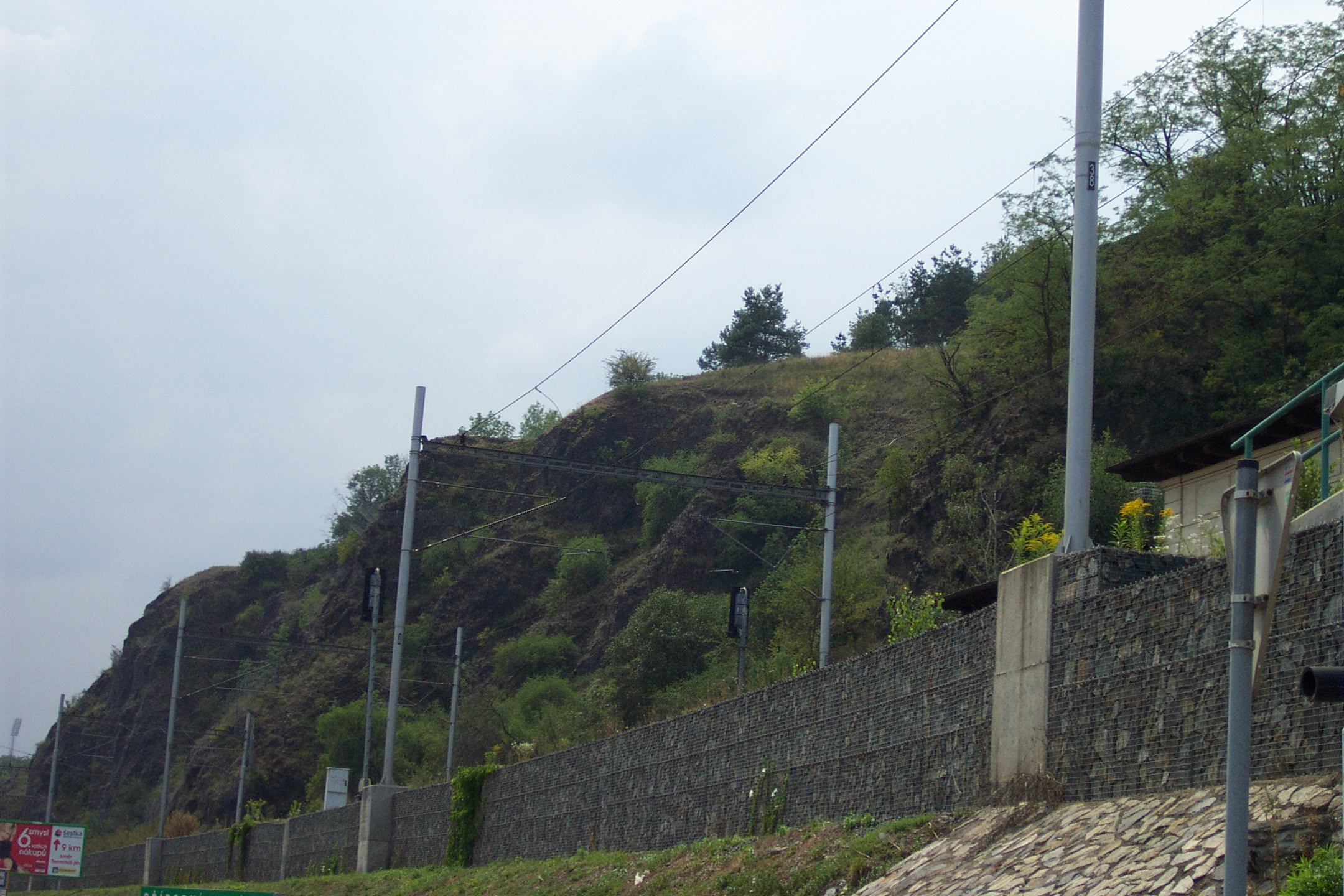
Podbabské skály

Podbaba je místní název části pražských čtvrtí Dejvice a Bubeneč pod skalnatým vrchem Baba. Označuje na severu část údolí Šáreckého potoka od oblasti soutoku s Lysolajským potokem (Břetislavka) po soutok s Vltavou, na východě pás pod skalou podél Vltavy a na jihu dolní část na rozhraní Dejvic a Bubenče. Její součástí jsou usedlosti Břetislavka, Jaroslavka, Helmrovka a další. Domky podél pobřeží Vltavy byly v minulých desetiletích postupně zbořeny v rámci modernizace a rozšiřování komunikace.

## Dějiny
Území podél Šáreckého a Lysolajského potoka pod kopcem Baba bylo dle viničních zápisů nazýváno Podbabou již v 15. století. Dle jiného výkladu měla na těchto místech Bába, slovanská bohyně deštivého mračna, své svaté studánky a háje.
Po roce 1848 byla osada Baba správně rozdělena na dvě části. Severní část náležela do roku 1910 k obci Lysolaje jako osada katastrální obce Sedlec, v roce 1910 se Sedlec osamostatnil a v roce 1913 bylo v jeho osadě Baba evidováno 32 domů s 399 obyvateli patřících k šárecké farnosti u sv. Matěje. Jižní část Podbaby patřila k obci Dejvice a v roce 1893 k ní náležely samoty Juliska, Konvářka, U Kalousků, Makourka, Patanka a Šťáhlavka, jejichž obyvatelé podle polohy patřily k farnostem u svatého Matěle v Šárce nebo u svatého Gotharda v Bubenči. Po vzniku Velké Prahy se sedlecká i dejvická Podbaba stala částí Prahy XIX. Podbaba byla ve své době středem lysolajského společenského života, lysolajští byli například členy podbabské Dělnické besedy či Sokola. V Podbabě byla též pošta.

## Doprava
6. dubna 1851 byla zprovozněna Severní státní dráha (dnešní trať Praha – Děčín), vedoucí Podbabou údolím Vltavy. Přímo nad viaduktem u ústí Šáreckého potoka bývala od roku 1867 železniční zastávka Podbaba (od roku 1942 Praha-Podbaba). Zastávka byla roku 1949 zrušena kvůli malému obratu cestujících i nevyhovujícímu technickému provedení, její jméno nyní nese nová zastávka blíže Dejvicům.
Podél řeky při Podbabě jezdí frekventované autobusové linky do Suchdola a do Roztok u Prahy.
Trojice viaduktů (střední pro potok, krajní pro vozidla) propojující podbabskou ulici V Podbabě s pobřežní komunikací Podbabskou je mimořádně náročným místem pro řidiče autobusů PID (linky 116, 160, 355). Řidiči musí vynaložit mimořádný um, aby se jejich autobus s přesností na centimetry vešel do takzvaného „tunýlku“. Ve směru od řeky byly vjezdové podmínky při rekonstrukci Podbabské ulice zlepšeny, v opačném směru však i nadále autobusy vjíždění náročnou zatáčkou kolem skalního útvaru.
V roce 2006 byl obnoven Podbabský přívoz přes Vltavu do Podhoří.

## Jižní část
Pražané často říkají Podbaba více než kilometr vzdálené (tedy centru Prahy bližší) části Dejvic a Bubenče v okolí hotelu Crowne Plaza (dříve International). „Nádraží Podbaba“ se jmenuje i tamější zastávka autobusů a tramvají (autobusová zastávka u ústí Šáreckého potoka se jmenuje „V Podbabě“). V době, kdy název zastávky vznikl, vedla souvislá zástavba Podbaby až k této části Dejvic a bývalo zvykem pojmenovávat konečné zastávky nikoliv podle toho, kde leží, ale často i podle vzdálenějšího místa, k jehož obsluze slouží (podobně se například tramvajová konečná v Braníku svého času jmenovala Hodkovičky). Hydrologický ústav (dnes Výzkumný ústav vodohospodářský T. G. Masaryka, v. v. i.), nacházející se u řeky, a plavební komory se k Podbabě počítají.